# Zincmelanterite
La zincmelanterite è un minerale appartenente al gruppo della melanterite.